# Przełęcz Cygańska
Przełęcz Cygańska (636 m) – przełęcz w Beskidzie Małym pomiędzy szczytami Kaprówka (Wielka Bukowa, 743 m) i Góra Cygańska. Południowo-zachodnie stoki Przełęczy Cygańskiej opadają do doliny potoku Wielka Puszcza, wschodnie do doliny Targaniczanki.
Nazwę Przełęcz Cygańska podaje Aleksy Siemionow, mapa Compassu i przewodnik turystyczny „Beskid Mały”. Na mapie Geoportalu przełęcz opisana jest z błędem literowym (Przełęcz Cyrańska), ale wznosząca się nad Górą Cygańską.
Przełęcz jest porośnięta lasem. Znajduje się na niej niewielka szafkowa kapliczka Matki Boskiej Częstochowskiej. Po południowo-wschodniej stronie przełęczy na Górze Cygańskiej 12 września 2005 r. awaryjnie wylądował wojskowy samolot An-2. Lądowanie zakończyło się szczęśliwie – przeżyła cała 12-osobowa załoga, lekko ranny został tylko dowódca załogi samolotu.
Przez przełęcz biegnie granica między wsiami Kocierz Rychwałdzki w województwie śląskim (stok południowo-zachodni) i Brzezinka w województwie małopolskim (stok północno-wschodni).
Szlak turystyczny
 Porąbka – Stojaczyska – Bukowski Groń – Trzonka – Przełęcz Bukowska – Mała Bukowa – Przełęcz Targanicka – Kaprówka – Przełęcz Cygańska – Góra Cygańska – Przełęcz Kocierska. Czas przejścia: 4:10 h, ↓ 3:40 h.